# North Terre Haute
North Terre Haute è un census-designated place (CDP) degli Stati Uniti d'America, situato nello stato dell'Indiana, nella contea di Vigo.